# Extertalbahn ET 4 bis 6
Die Baureihe Extertalbahn ET 4 bis 6 sind vierachsige normalspurige Elektrotriebwagen der Extertalbahn für deren Strecke von Rinteln nach Barntrup. Diese wurden 1953 und 1956 beschafft und waren für den Personenverkehr ohne Beiwagen bestimmt. Mit der Aufgabe des Personenverkehrs Mitte der 1960er Jahre wurden die Fahrzeuge an Stern & Hafferl in Österreich verkauft.

## Geschichte
Um den Personenverkehr attraktiver zu gestalten, bestellte die Extertalbahn AG zwei Triebwagen, die 1953 von Westwaggon als ET 4–5 ausgeliefert wurden. Mit den Fahrzeugen konnte der Personenverkehr nach Aufgabe des Beiwagenbetriebes wesentlich beschleunigt werden, sodass 1956 ein dritter Triebwagen von der Waggonfabrik Rastatt als ET 6 geliefert wurde. Vorteile war neben der höheren Geschwindigkeit das größere Fassungsvermögen der Fahrzeuge. Mit ihnen wurde außerdem der Schaffnerbetrieb aufgegeben.
Mit den drei Zweirichtungswagen wurde der gesamte Personenverkehr bis zu dessen Aufgabe Ende 1969 durchgeführt. Danach wurden sie an das österreichische Verkehrsunternehmen Stern & Hafferl verkauft und sind nach wie vor dort im Alltäglichen Planverkehr anzutreffen.

## Konstruktion

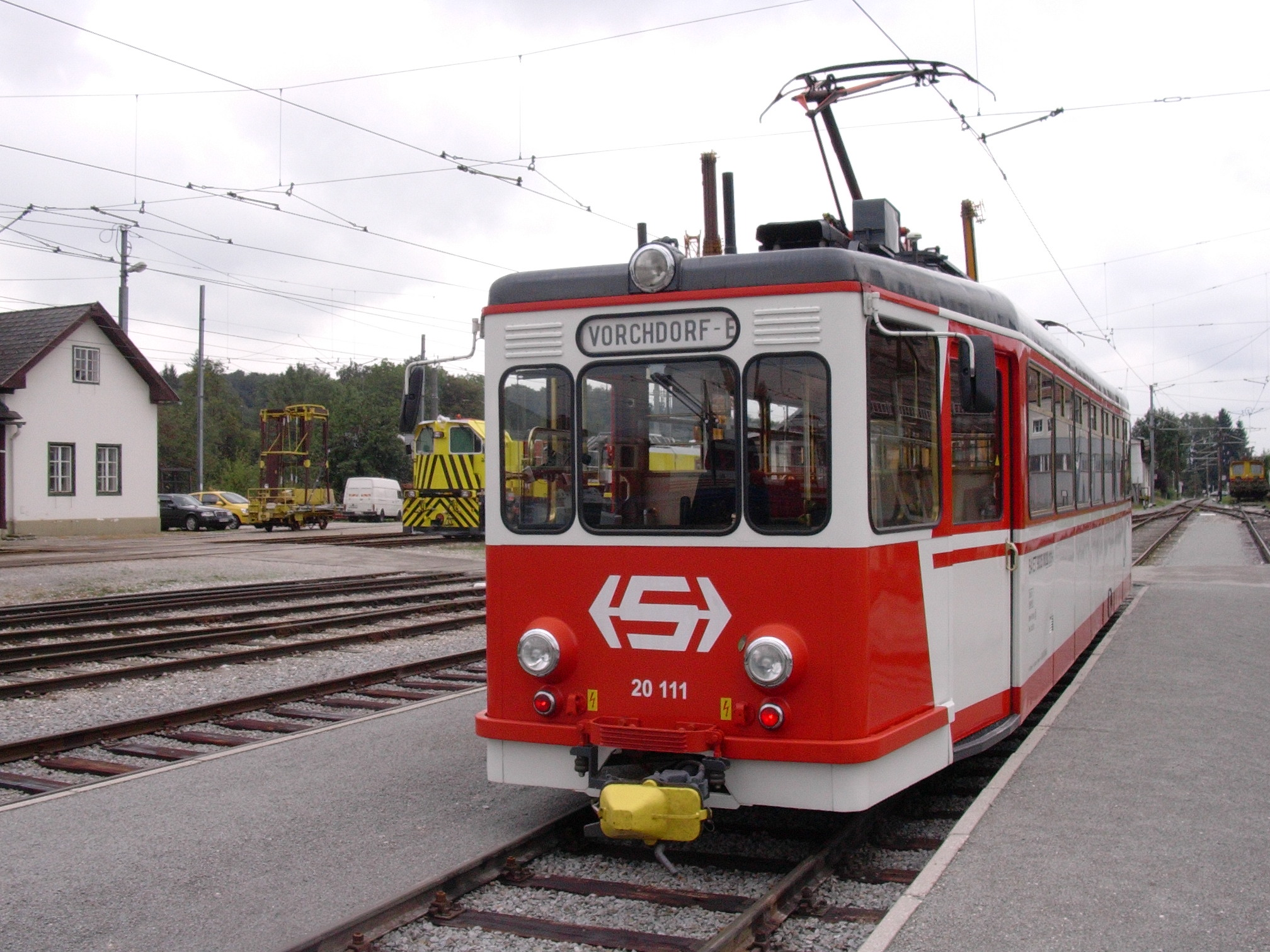
Ehemaliger Triebwagen der Extertalbahn bei Stern & Hafferl

Die Fahrzeuge hatten einen kantigen Wagenkasten. An den leicht verjüngten Fahrzeugenden befinden sich vor den Einstiegen die Führerpulte. Der hintere Einstiegsraum kann als Traglastenabteil verwendet werden. Zwischen den Einstiegen befindet sich das durch eine Abteilwand und Schiebetür abgetrennte Fahrgastabteil mit Vis-à-vis-Bestuhlung und Mittelgang.
Die Fahrzeuge erhielten eine Beleuchtung mit Dreilicht-Spitzensignal. Obwohl sie technisch straßenbahnähnlich sind, sind sie nach dem Umgrenzungsprofil E der Eisenbahn aufgebaut. Es werden alle vier Achsen über ein Stirnradgetriebe in Reihen- bzw. Parallelschaltung angetrieben. Die Steuerung erfolgt über ein Gleichstromnockenschaltwerk. Die Druckluft für die Druckluftbremse und die Türsteuerung wird von einem doppeltwirkenden Kompressor erzeugt.